# Chen Kaige
Chen Kaige (Xinès simplificat: 陈凯歌; xinès tradicional: 陳凱歌; pinyin: Chén Kǎigē) (Pequín, 12 d'agost de 1952) és un dels directors de cinema xinesos més coneguts a Occident. És ciutadà estatunidenc, per la qual cosa ha rebut moltes crítiques al seu país.

## Biografia
Durant la seva adolescència, en els dies de la Revolució Cultural, va formar part de la Guàrdia Roja i va arribar fins i tot a denunciar el seu propi pare, que era el director de cinema Chen Huaiai, fet que va ocasionar-li una condemna i el seu internament en un camp de treball forçós fet del qual se'n va penedir. Aquest dolorós passat va influenciar la seva filmografia, en pel·lícules com Adéu a la meva concubina (Ba wang bie ji) o Together. El 1978, acabada la Revolució Cultural, Chen va ingressar a l'Acadèmia de Cinema de Pequín, on es va graduar el 1982. És un dels membres de la denominada Cinquena generació del cinema xinès (Chen és un vell amic de Tian Zhuangzhuang, un altre destacat cineasta d'aquest grup). S'ha casat diverses vegades: el 1983 amb l'enginyera Sun Jualin i, divorciat, amb Hong Huang. Després va conviure amb una hostessa de la televisió, Ni Ping i finalment, el 1996, es va tornar a casar amb l'actriu Chen Hong.
La seva primera pel·lícula,Terra groga (Huang tudi) (1984), és una de les primeres creacions de la Cinquena generació. Rodada amb Zhang Yimou com a director de fotografia, la seva qualitat visual i la seva forma el·líptica de narració va influenciar molt la cinematografia posterior. Amb La gran parada (1986) i El rei dels nens (1987) es pot considerar que formen una trilogia informal.
El 1989, Chen va crear un vídeo experimental per a la cançó "Do You Believe In Shame" de Duran Duran. Aquest mateix any va participar com a guionista a La vida pendent d'un fil, una pel·lícula amb trets esotèrics que fa servir l'al·legoria mítica i una escenografia luxosa per a relatar la història d'un mestre cec de sanxian i el seu aprenent.
La seva obra més coneguda a Occident, Adéu a la meva concubina (Ba wang bie ji)(1993), va ser nominada a dos Oscar i va guanyar la Palma d'Or al Festival de Cannes. Després de l'èxit d'aquesta obra, Chen va dirigir Lluna temptadora (1996), protagonitzada per Gong Li. Malgrat ser ben rebuda per la crítica, l'obra no va l'acollida d'Adéu a la meva concubina. Va seguir aquesta pel·lícula l'èpica L'emperador i l'assassí (1999), en la qual es reprèn el relat de l'intent d'assassinat del llegendari rei de Qin. El 2002 va realitzar la seva primera i única pel·lícula rodada en anglès, Killing Me Softly, que va no va tenir una crítica gaire favorable. Les seves darreres obres són Together (2002), Conquilla de Plata a Sant Sebastià i “La promesa“ (2005), amb la qual torna a l'èpica històrica.
El 2019 va ser un dels set directors i guionistes que van participar en la producció de pel·lícules i sèries de TV, "My People, My Country" com a elements commemoratius del 70è aniversari de la creació de la República Popular de la Xina.

## Filmografia

### Director
- 1984. Terra groga (Huang tudi)(黃土地)
- 1986. La gran parada (大阅兵)
- 1987. El rei dels nens (孩子王)
- 1991. La vida pendent d'un fil (边走边唱)
- 1993. Adéu a la meva concubina (Ba wang bie ji) (霸王别姬)
- 1996. Temptress Moon (风月)
- 1999. L'emperador i l'assassí (荊柯刺秦王)
- 2002. Killing Me Softly
- 2002. Together (和你在一起)
- 2005. La promesa (无极)
- 2008. Mei Lanfang (梅兰芳)
- 2021. The battle at lake Changjin (长津湖)[4]
- 2022. The battle at lake Changjin II (Water gate bridge) (长津湖之水门桥)[4]

### Actor
- 1987. L'últim emperador (on interpreta un capità de la guàrdia imperial)
- 1999. L'emperador i l'assassí (荊柯刺秦王, en el paper del canceller Lü Buwei)
- 2002. Together (和你在一起, com a Yu Shifeng)

## Premis i nominacions

### Premis
- 1993. Palma d'Or per Ba wang bie ji

### Nominacions
- 1988. Palma d'Or per Hai zi wang
- 1991. Palma d'Or per Bian zou bian chang
- 1994. BAFTA a la millor pel·lícula de parla no anglesa per Ba wang bie ji
- 1994. César a la millor pel·lícula estrangera per Ba wang bie ji
- 1996. Palma d'Or per Feng yue
- 1999. Palma d'Or per Jing Ke ci Qin Wang
- 2009. Os d'Or per Mei Lanfang